# 1798년 아일랜드 반란
연합 아일랜드인의 난(아일랜드어: Éirí Amach na nÉireannach Aontaithe, 영어: United Irishmen Rebellion) 또는 1798년 아일랜드 반란(아일랜드어: Éirí Amach 1798, 영어: Irish Rebellion of 1798)은 1798년 5월에서 9월에 걸쳐, 아일랜드에 대한 영국의 지배에 항거해 일어난 봉기이다. 미국과 프랑스의 혁명에 영향을 받은 공화주의 혁명단체 연합 아일랜드인회가 반란을 주도했으며, 반란이 진압된 뒤에도 연합 아일랜드인회는 여러 차례에 걸쳐 항영 저항운동을 벌였다.

## 같이 보기
- 프랑스 혁명 전쟁
- 연합 아일랜드인회